# Saison 9 de The Walking Dead
Chronologie
Saison 8 Saison 10
La neuvième saison de The Walking Dead, série télévisée américaine inspirée de la bande dessinée du même nom de Robert Kirkman et Charlie Adlard, est constituée de seize épisodes diffusés à partir du 7 octobre 2018 sur AMC, aux États-Unis.
Cette saison suit les aventures de Rick Grimes après la guerre contre Negan jusqu'au départ de Rick en début de saison. Le reste des épisodes se concentrent sur Carol Peletier, Daryl Dixon et le reste du groupe, 6 ans après,  depuis l'arrivée des Chuchoteurs et de leur chef Alpha jusqu'à la fin de l'hiver après le massacre de dix personnages par ce nouveau groupe.

## Généralités
La trame de l'histoire et l'évolution des personnages dans cette série télévisée sont indépendantes des comics dont elle s'inspire.
Après un phénomène d'origine virale qui a subitement transformé la majeure partie de la population mondiale en « rôdeurs » ou morts-vivants, un groupe d'Américains guidé par Rick Grimes, ancien adjoint de shérif d'un comté de Géorgie, tente de survivre.

## Synopsis
Un an et demi après la terrible guerre qui a opposé l'Alliance menée par Rick et les Sauveurs menés par Negan, la vie semble s'être apaisée et un semblant de civilisation commence à renaître grâce aux travaux de Rick. Mais la cohabitation avec les Sauveurs reste remplie de tensions et certains ont du mal à s'y habituer. Tandis que les tensions grandissent de plus en plus, personne n'aperçoit le véritable danger qui se profile à leur insu et qui va changer l'installation de leur « nouvelle vie ». Menés par Alpha et Beta, les « Chuchoteurs » approchent.

## Distribution

### Acteurs principaux
- Andrew Lincoln (VF : Tanguy Goasdoué) : Rick Grimes (épisodes 1 à 5)
- Norman Reedus (VF : Emmanuel Karsen) : Daryl Dixon
- Lauren Cohan (VF : Marie Giraudon) : Maggie Rhee (épisodes 1 à 6)
- Danai Gurira (VF : Laura Zichy) : Michonne Grimes
- Melissa McBride (VF : Françoise Rigal) : Carol Peletier
- Alanna Masterson (VF : Pamela Ravassard) : Tara Chambler (épisodes 1 à 15)
- Josh McDermitt (VF : Ludovic Baugin) : Dr Eugene Porter
- Christian Serratos (VF : Adeline Chetail) : Rosita Espinosa
- Seth Gilliam (VF : Serge Faliu) : le père Gabriel Stokes
- Ross Marquand (VF : Thibaut Lacour) : Aaron
- Katelyn Nacon (VF : Marie Facundo) : Enid (épisodes 1 à 15)
- Tom Payne (VF : Emmanuel Lemire) : Paul « Jesus » Rovia (épisodes 1 à 11)
- Khary Payton (VF : Rody Benghezala) : Roi Ezekiel (co-principal épisodes 1 à 5)
- Samantha Morton (VF : Nathalie Bienaimé) : Alpha (à partir de l'épisode 10)
- Jeffrey Dean Morgan (VF : Jérémie Covillault) : Negan

### Acteurs co-principaux
- Xander Berkeley (VF : Stefan Godin) : Gregory (épisode 1)
- Pollyanna McIntosh (VF : Émilie Duchênoy) : Anne / Jadis (épisodes 1 à 5)
- Avi Nash (VF : Pascal Grull) : Siddiq
- Callan McAuliffe (VF : Nicolas Dussaut) : Alden

### Acteurs récurrents
- Kerry Cahill (VF : Myrtille Bakouche) : Dianne (11 épisodes)
- Cooper Andrews (VF : Nathanel Alimi) : Jerry (10 épisodes)
- Nadia Hilker (VF : Audrey Sablé) : Magna (10 épisodes)
- Eleanor Matsuura (VF : Claire Beaudoin) : Yumiko (10 épisodes)
- Lauren Ridloff : Connie (10 épisodes)
- Cailey Fleming : Judith Grimes (9 épisodes)
- Matt Mangum (VF : Érik Stouvenaker) : D. J. (8 épisodes)
- Cassady McClincy : Lydia (8 épisodes)
- Angel Theory : Kelly (8 épisodes)
- James Chen (VF : Yann Sundberg) : Kal (7 épisodes)
- Dan Fogler (VF : Jérémie Bédrune) : Luke Abrams (7 épisodes)
- Lindsley Register (VF : Cindy Tempez) : Laura (6 épisodes)
- Traci Dinwiddie (VF : Nathalie Karsenti) : Regina (6 épisodes)
- Brett Butler : Tammy Rose Sutton (6 épisodes)
- John Finn : Earl Sutton (6 épisodes)
- Nadine Marissa (VF : Vanessa Van-Geneugden) : Nabila (6 épisodes)
- Gustavo Gomez : Marco (5 épisodes)
- Kelley Mack : Adeline (5 épisodes)
- Ryan Hurst (VF : Emmanuel Gradi) : Beta (4 épisodes)
- Anthony Lopez : Oscar (4 épisodes)
- Rhys Coiro : Jed (4 épisodes)
- Nicole Barré (VF : Corinne Wellong) : Kathy (4 épisodes)
- Sydney Park (VF : Camille Donda) : Cyndie (4 épisodes)
- Briana Venskus (VF : Leovanie Raud) : Beatrice (4 épisodes)
- Antony Azor : R. J. Grimes (4 épisodes)
- Jackson Pace : Gage (4 épisodes)
- Elizabeth Ludlow (VF : Anne-Sophie Nallino) : Arat (3 épisodes - récurrence à travers les saisons)
- Kenric Green (VF : Éric Peter) : Scott (3 épisodes - récurrence à travers les saisons)
- Aaron Farb : Norris (3 épisodes - récurrence à travers les saisons)
- Mandi Christine Kerr : Barbara (2 épisodes - récurrence à travers les saisons)
- Elyse Dufour : Frankie (2 épisodes - récurrence à travers les saisons)
- Karen Ceesay (VF : Aurélie Konaté) : Bertie (2 épisodes - récurrence à travers les saisons)

### Invités
- Zach McGowan : Justin (épisodes 1, 2 et 3)
- AJ Achinger : Ken (épisode 1)
- Courtney Patterson : Mel (épisode 1)
- Peyton Lockridge : Hershel Rhee (épisode 1)
- Tamara Austin : Nora (épisodes 4, 6 et 12)
- Jennifer Riker : Mlle Robinson (épisode 4)
- Jon Bernthal : Shane Walsh (épisode 5)
- Sonequa Martin-Green : Sasha Williams (épisode 5)
- Scott Wilson : Hershel Greene (épisode 5)
- Anabelle Holloway : Gracie (épisodes 6, 12 et 14)
- C. Thomas Howell : Garde de la Colline (épisodes 7 et 8)
- Joe Ando Hirsh : Rodney (épisodes 8, 13 et 15)
- Steve Kazee : Frank, le père de Lydia (épisode 10)
- Scarlett Blum : Lydia jeune (épisode 10)
- Javier Carrasquillo : Matias (épisode 10)
- Quinn Bozza : Cyrus (épisode 10)
- Ashlyn Stallings : Amanda (épisode 10)
- Caroline Arapoglou : Rose (épisode 10)
- Jerry Mortel : Lamar (épisode 10)
- Ethan Patterson : Rasmus (épisodes 11 et 12)
- Emily Lane : une Chuchoteuse (épisode 11)
- Benjamin Keepers : Sean (épisode 12)
- David Ury : Zion (épisode 12)
- Allie McCulloch : Helen (épisode 12)
- Evan Cleaver : un garde des Chuchoteurs (épisode 12)
- Kristin Erickson : une éclaireuse Chuchoteur (épisode 12)
- Angus Sampson : Ozzy (épisodes 13 et 15)
- Ben Vandermey : le Chuchoteur mordu (épisode 13)
- Rutina Wesley : Jocelyn (épisode 14)
- Joey Simon : Mitchell (épisode 14)
- Luke David Blumm : Linus (épisode 14)
- Jessi Goei : Gina (épisode 14)
- Elle Graham : Winnie (épisode 14)
- Jonathan Billions : Marcus (épisode 14)
- Avianna Mynhier : Rachel Ward (épisode 15)
- Caroline Duncan : Hilde (épisode 15)
- Jansen Panettiere : Casper (épisode 15)
- Brian Sheppard : Miles (épisode 15)
- Joe Ando Hirsh : Rodney (épisode 15)
- Jason Kirkpatrick : Alek (épisode 15)
- Josh Ventura : Martin (épisode 15)

## Production

### Développement
Le 13 janvier 2018, la série a été renouvelée pour une neuvième saison. Elle sera dirigée par le nouveau show runner Angela Kang, qui remplace Scott Gimple,.
Le 20 juillet 2018, le premier trailer de cette neuvième saison a été dévoilé lors du Comic-Con de San Diego.

### Attribution des rôles
En mai 2018, le départ de la série à l'issue de la fin de la neuvième saison d'Andrew Lincoln, le personnage principal de la série (Rick Grimes), est annoncé.
En juin 2018, le départ de l'actrice Lauren Cohan (Maggie Greene), à la suite de son engagement comme actrice principale dans une autre série, est annoncé après les cinq premiers épisodes de la neuvième saison par la production de The Walking Dead, qui a refusé d'engager des négociations pour maintenir l'actrice dans la série. Le même mois, Jon Bernthal (Shane Walsh) est annoncé faire une apparition le temps d'un épisode lors de cette saison.
En juillet 2018, Brett Butler, John Finn, Rhys Coiro, Dan Fogler et Zach McGowan ont obtenu un rôle récurrent lors de cette saison.

### Tournage
Le tournage de la neuvième saison a débuté en mars 2018 en Géorgie

### Diffusions
Aux États-Unis, elle est diffusée depuis le 7 octobre 2018.

## Liste des épisodes
1. Un nouveau départ
2. Le Pont
3. Avertissements
4. Les Obligés
5. Ce qui viendra ensuite
6. Que sommes-nous devenus ?
7. Stradivarius
8. Évolution
9. Adaptation
10. Oméga
11. L'Échange
12. Les Gardiens
13. Goulot d'étranglement
14. Cicatrices
15. Le Calme avant
16. La Tempête

### Épisode 1:Un nouveau départ
- États-Unis : 7 octobre 2018 sur AMC[8]
- France :
  - 8 octobre 2018 sur OCS Choc[9],[10] (en VOSTFr)
  - 25 mai 2019 sur OCS Choc[10],[11] (en VF)
- Belgique : 
  - 8 octobre 2018 sur Be Séries[12] (en VOSTFr)
  - 16 avril 2019 sur Be Séries[13] (en VF)
- Suisse : octobre 2018 sur RTS Un (en VOSTFr)

- États-Unis : 6,08 millions de téléspectateurs[14] (première diffusion)

- AJ Achinger (Ken)
- Courtney Patterson (Mel)
- Peyton Lockridge (Hershel Rhee)

- Cet épisode marque le départ de l'acteur Xander Berkeley qui interprétait Grégory depuis la sixième saison.
- L'épisode est dédié à la mémoire de Scott Wilson, interprète d'Hershel Greene, décédé la veille de la diffusion[15].
- Cet épisode a une durée totale de 56 minutes.

### Épisode 2:Le Pont
- États-Unis : 14 octobre 2018 sur AMC
- France : 
  - 15 octobre 2018 sur OCS Choc[10] (en VOSTFr)
  - 25 mai 2019 sur OCS Choc[11] (en VF)
- Belgique : 
  - 15 octobre 2018 sur Be Séries[12] (en VOSTFr)
  - 30 avril 2019 sur Be Séries[13] (en VF)

- États-Unis : 4,95 millions de téléspectateurs[16] (première diffusion)

### Épisode 3:Avertissements
- États-Unis : 21 octobre 2018 sur AMC
- France : 
  - 22 octobre 2018 sur OCS Choc[10] (en VOSTFr)
  - 2 juin 2019 sur OCS Choc[11] (en VF)
- Belgique : 
  - 22 octobre 2018 sur Be Séries[12] (en VOSTFr)
  - 30 avril 2019 sur Be Séries[13] (en VF)

- États-Unis : 5,04 millions de téléspectateurs[17] (première diffusion)

### Épisode 4:Les Obligés
- États-Unis : 28 octobre 2018 sur AMC
- France : 
  - 29 octobre 2018 sur OCS Choc[10] (en VOSTFr)
  - 2 juin 2019 sur OCS Choc[11] (en VF)
- Belgique : 
  - 29 octobre 2018 sur Be Séries[12] (en VOSTFr)
  - 30 avril 2019 sur Be Séries[13] (en VF)

- États-Unis : 5,09 millions de téléspectateurs[18] (première diffusion)

- Tamara Austin (Nora)
- Jennifer Riker (Mlle Robinson)

### Épisode 5:Ce qui viendra ensuite
- États-Unis : 4 novembre 2018 sur AMC
- France : 
  - 5 novembre 2018 sur OCS Choc[10] (en VOSTFr)
  - 9 juin 2019 sur OCS Choc[11] (en VF)
- Belgique : 
  - 5 novembre 2018 sur Be Séries[12] (en VOSTFr)
  - 30 avril 2019 sur Be Séries[13] (en VF)

- États-Unis : 5,41 millions de téléspectateurs[19] (première diffusion)

- Jon Bernthal (Shane Walsh)
- Sonequa Martin-Green (Sasha Williams)
- Scott Wilson (Hershel Greene)
- Emily Kinney (Beth Greene)

- Cet épisode marque le Grand départ de l'acteur Andrew Lincoln qui interprétait Rick Grimes, le personnage principal, depuis le début de la série.
- Cet épisode marque aussi le départ de l'actrice Pollyanna McIntosh qui interprétait Anne/Jadis depuis la septième saison.
- Il marque également l'une des dernières apparitions à l'écran de Scott Wilson (Hershel), décédé un mois avant la première diffusion de cet épisode.

### Épisode 6:Que sommes-nous devenus?
- États-Unis : 11 novembre 2018 sur AMC
- France : 
  - 12 novembre 2018 sur OCS Choc[10] (en VOSTFr)
  - prochainement sur OCS Choc[11] (en VF)
- Belgique : 
  - 12 novembre 2018 sur Be Séries[12] (en VOSTFr)
  - 30 avril 2019 sur Be Séries[13] (en VF)

- États-Unis : 5,4 millions de téléspectateurs[20] (première diffusion)

- Tamara Austin (Nora)
- Anabelle Holloway (Gracie)

La vie semble s'écouler paisiblement pour les différentes communautés. A Alexandria, le groupe de Magna découvre ébahi une société organisée autour de l'agriculture et de la chasse. Mais ces nouveaux venus sont perçus par Michonne comme indésirables. Après une longue discussion, Judith arrive à convaincre Michonne d'aider le groupe de Magna en les escortant jusqu'à la Colline.
Au Royaume, l'entretien des installations devient problématique malgré les efforts de Henry, maintenant adolescent. Ce dernier souhaite devenir forgeron afin de produire les outils qui manquent. Il part à la Colline, escorté par Carole, pour commencer son apprentissage. Sur la route, ils sont pris en embuscade par Jed, Regina et des anciens Sauveurs qui leur volent les provisions et l'alliance de Carole. Dans la nuit, Carol brûle ses assaillants en représailles, après avoir récupéré son alliance. Au matin, elle emmène Henry rendre visite à Daryl, qui vit seul dans les bois avec son chien, le Chien. Negan quant à lui, toujours prisonnier à Alexandria, semble nouer une amitié avec Judith, avec qui il discute depuis sa fenêtre. 
- Cet épisode marque le départ temporaire de la série de l'actrice Lauren Cohan, qui interprétait le personnage de Maggie Greene depuis la deuxième saison.

### Épisode 7:Stradivarius
- États-Unis : 18 novembre 2018 sur AMC
- France : 
  - 19 novembre 2018 sur OCS Choc[10] (en VOSTFr)
  - prochainement sur OCS Choc[11] (en VF)
- Belgique : 
  - 19 novembre 2018 sur Be Séries[12] (en VOSTFr)
  - 7 mai 2019 sur Be Séries[13] (en VF)

- États-Unis : 4,79 millions de téléspectateurs[21] (première diffusion)

### Épisode 8:Évolution
- États-Unis : 25 novembre 2018 sur AMC
- France : 
  - 26 novembre 2018 sur OCS Choc[10] (en VOSTFr)
  - prochainement sur OCS Choc[11] (en VF)
- Belgique : 
  - 26 novembre 2018 sur Be Séries[12] (en VOSTFr)
  - 7 mai 2019 sur Be Séries[13] (en VF)

- États-Unis : 5,09 millions de téléspectateurs[22] (première diffusion)

- Joe Ando Hirsh (Rodney)

- Cet épisode marque la mort du personnage de Jesus.

### Épisode 9:Adaptation
- États-Unis : 10 février 2019[23] sur AMC
- France : 11 février 2019 sur OCS Choc[10] (en VOSTFr)
- Belgique : 11 février 2019 sur Be Séries[12] (en VOSTFr)

- États-Unis : 5,16 millions de téléspectateurs[24] (première diffusion)

En pleine nuit, Negan sort de sa cellule et se rend dans le potager. Alors qu'il est en train d'escalader l'un des murs d'enceinte d'Alexandria, il est stoppé net par Judith, qui le tient en joue. Negan parvient néanmoins à négocier son départ, même si Judith le met en garde sur le fait qu'il n'y a plus rien pour lui dehors.
Au petit matin, la vie continue à la Colline. Luke, l'un des derniers arrivants, propose son aide pour partir à la recherche de Michonne, Daryl et les autres. Lors de leur expédition, ces derniers parviennent à démasquer des chuchoteurs dissimulés parmi les rôdeurs. Ils finissent par en capturer une et la ramènent à la Colline afin de l'interroger.
Alors qu'il s'est trouvé un blouson en cuir, Negan est surpris par une bande de chiens au comportement agressif. Il réussit à leur échapper en leur jetant en pâture un rôdeur qui rodait dans le coin. En chemin, Luke et Alden aperçoivent au loin une horde semblant se diriger vers le sud. Ils remarquent aussi des flèches plantées dans des troncs d'arbre. Luke reconnait leur provenance et affirme à Alden qu'elles appartiennent à Yumiko.
Face à un interrogatoire musclé, la prisonnière reste vague quant à son groupe ainsi que leurs motivations. À la suite de cela, Michonne annonce, à raison, à Tara et Daryl qu'elle ne croit pas un seul mot du peu qu'elle leur a avoué.
Après s'être échappé d'Alexandria, Negan retourne au Sanctuaire, qui est maintenant complètement abandonné. La cour est envahie par les mauvaises herbes tandis que la pièce principale présente divers meubles éparpillés et des flaques d'eau stagnante. Negan tente de vivre seul dans le Sanctuaire pendant un court laps de temps, mais réalise qu'il n'y a plus rien pour lui après avoir tué un petit groupe de rôdeurs. Negan tue Richie, un sauveur zombifié qui était resté sur place, puis abandonne définitivement le Sanctuaire sur une moto. Sur le chemin du retour à Alexandria, Negan trouve Judith qui l'attend et elle lui tire dessus. Negan admet que Judith avait raison et il envisage de retourner volontiers à Alexandria dans sa cellule, car il ne sait plus quoi faire de sa vie.

### Épisode 10:Oméga
- États-Unis : 17 février 2019 sur AMC
- France : 18 février 2019 sur OCS Choc[10] (en VOSTFr)
- Belgique : 18 février 2019 sur Be Séries[12] (en VOSTFr)

- États-Unis : 4,54 millions de téléspectateurs[25] (première diffusion)

- Steve Kazee (Frank, le père de Lydia)
- Scarlett Blum (Lydia jeune)
- Javier Carrasquillo (Matias)
- Quinn Bozza (Cyrus)
- Ashlyn Stallings (Amanda)
- Caroline Arapoglou (Rose)
- Jerry Mortel (Lamar)
- Emily Lane (une Chuchoteuse)

Quelques années auparavant. Un couple avec une fillette discute de leur sort dans un camp de réfugiés où les dissensions règnent au sein du groupe. La mère prend son enfant dans ses bras en lui chantant une berceuse afin de la réconforter. Cette enfant a depuis grandi puisqu'elle se retrouve actuellement dans une cellule de la Colline à côté de celle du jeune Henry. Parallèlement, une équipe menée par Tara patrouille dans les bois à la recherche de Luke et Alden. Ils tombent sur une bande de zombies en plein festin : les montures des deux disparus. Après avoir éliminé les rôdeurs, Tara parvient à convaincre la troupe de rentrer au camp plutôt que poursuivre les recherches.
En cellules, Lydia et Henry font davantage connaissance. Ce dernier se montre très bavard face aux questions de sa codétenue. Ce qui n'est pas vraiment du goût de Daryl qui, les écoute discrètement et ouvre brutalement la porte de la cave et fait sortir Henry pour le réprimander. Par la suite, il tente une approche face à la captive. Mais cette dernière se montre assez agressive. Une fois dehors, Henry tente de persuader Daryl que si les Chuchoteurs sont dangereux, cela ne signifie pas forcément que Lydia l'est aussi.

### Épisode 11:L'Échange
- États-Unis : 24 février 2019 sur AMC
- France : 25 février 2019 sur OCS Choc[10] (en VOSTFr)
- Belgique :
  - 25 février 2019 sur Be Séries[12] (en VOSTFr)
  - 21 mai 2019 sur Be Séries[13] (en VF)

- États-Unis : 4,39 millions de téléspectateurs[26] (première diffusion)

- Angel Theory (Kelly)
- Jason Graham (William)
- Ethan Patterson (Rasmus)
- Emily Lane (une Chuchoteuse)

Dans un flashback, Jerry est heureux. Il annonce à Carol et Ezekiel que Nabila est enceinte. Alors que ses deux amis le congratulent pour cette bonne nouvelle, Jesus et Tara arrivent à cheval. Celle-ci remet à Ezekiel un tube contenant une charte. Il s'agit de l'accord inter-communautaire rédigé par Michonne qui devra être signé par les chefs des quatre groupes. À savoir, Alexandria, Oceanside, la Colline et le Royaume.
Retour au présent, Ezekiel demande à Carol de rentrer mettre le gibier à l'abri car les rôdeurs approchent. Surprise, elle l'interroge sur le fait qu'il ne compte pas revenir avec elle. Il lui dit qu'il a un projet secret concernant la foire. Comme elle insiste, son compagnon finit par lui montrer en quoi il consiste : il veut récupérer une lampe de projecteur pour passer un film aux enfants. Mais le projet est compliqué par la présence de rôdeurs dans la salle de cinéma.
Devant les portes de la Colline, Alpha demande à ce qu'on lui rende sa fille. Mais après avoir vu les sévices infligés par sa mère, Daryl refuse catégoriquement et conseille à la leader des Chuchoteurs de déguerpir. Un rapport de force s'engage alors entre les deux clans. C'est l'affolement du côté de la Colline lorsqu'ils aperçoivent des morts-vivants arriver au loin. Luke et Alden, maintenus en otage comme monnaie d'échange n'en mènent pas large. Luke se retournant, aperçoit Connie restée cachée dans les plants de maïs. En utilisant discrètement la langue des signes, il la prévient du danger et lui signifie de ne pas bouger. Entre-temps, Daryl ainsi que le reste du groupe s'aperçoivent qu'Henry et Lydia ont disparu. Une recherche s'organise afin de les retrouver. Pour couronner le tout, le bébé d'une chuchoteuse se met à pleurer. Ce qui n'arrange guère la situation. C'est alors que Connie prend un risque en sortant de sa cachette et emmène le nouveau-né déposé à terre afin de le sauver du sort qui lui était réservé. Enid et Addy ont fini par retrouver les deux fuyards. Enid convainc Henry d'accepter que Lydia retourne auprès de sa mère. Mais les deux adolescents semblent épris l'un de l'autre. 

### Épisode 12:Les Gardiens
- États-Unis : 3 mars 2019 sur AMC
- France : 4 mars 2019 sur OCS Choc[10] (en VOSTFr)
- Belgique :
  - 4 mars 2019 sur Be Séries[12] (en VOSTFr)
  - 21 mai 2019 sur Be Séries[13] (en VF)

- États-Unis : 4,71 millions de téléspectateurs[27] (première diffusion)

- Anabelle Holloway (Gracie)
- Tamara Austin (Nora)
- Benjamin Keepers (Sean)
- David Ury (Zion)
- Allie McCulloch (Helen)
- Ethan Patterson (Rasmus)
- Evan Cleaver (un garde des Chuchoteurs)
- Kristin Erickson (une éclaireuse Chuchoteur)

### Épisode 13:Goulot d'étranglement
- États-Unis : 10 mars 2019 sur AMC
- France : 11 mars 2019 sur OCS Choc[10] (en VOSTFr)
- Belgique :
  - 11 mars 2019 sur Be Séries[12] (en VOSTFr)
  - 28 mai 2019 sur Be Séries[13] (en VF)

- États-Unis : 4,83 millions de téléspectateurs[28] (première diffusion)

- Angus Sampson (Ozzy)
- Joe Ando Hirsh (Rodney)
- Ben Vandermey (le Chuchoteur mordu)

### Épisode 14:Cicatrices
- États-Unis : 17 mars 2019 sur AMC
- France : 18 mars 2019 sur OCS Choc[10] (en VOSTFr)
- Belgique :
  - 18 mars 2019 sur Be Séries[12] (en VOSTFr)
  - 28 mai 2019 sur Be Séries[13] (en VF)

- États-Unis : 4,57 millions de téléspectateurs[29] (première diffusion)

- Rutina Wesley (Jocelyn)
- Anabelle Holloway (Gracie)
- Joey Simon (Mitchell)
- Luke David Blumm (Linus)
- Jessi Goei (Gina)
- Elle Graham (Winnie)
- Jonathan Billions (Marcus)

### Épisode 15:Le Calme avant
- États-Unis : 24 mars 2019 sur AMC
- France : 25 mars 2019 sur OCS Choc[10] (en VOSTFr)
- Belgique :
  - 25 mars 2019 sur Be Séries[12] (en VOSTFr)
  - 4 juin 2019 sur Be Séries[13] (en VF)

- États-Unis : 4,15 millions de téléspectateurs[30] (première diffusion)

- Anthony Lopez (Oscar)
- Avianna Mynhier (Rachel Ward)
- Caroline Duncan (Hilde)
- Jansen Panettiere (Casper)
- Brian Sheppard (Miles)
- Joe Ando Hirsh (Rodney)
- Jason Kirkpatrick (Alek)
- Josh Ventura (Martin)

- Cet épisode marque le grand départ des actrices Alanna Masterson et Katelyn Nacon, qui interprétaient respectivement les rôles de Tara Chambler et Enid depuis la quatrième et la cinquième saison.
- Cet épisode marque également le départ de l'acteur Matt Lintz, qui interprétait au cours de cette saison le personnage du prince Henry, présent depuis la septième saison.
- Cet épisode est le plus meurtrier de l'histoire de la série puisqu'il compte 10 morts de personnages principaux et récurrents confondus (Tara, Enid, Tammy Rose, Henry, Rodney, Addy, Ozzy, Alek, D.J. et Frankie).

### Épisode 16:La Tempête
- États-Unis : 31 mars 2019 sur AMC
- France : 1er avril 2019 sur OCS Choc[10] (en VOSTFr)
- Belgique :
  - 1er avril 2019 sur Be Séries[12] (en VOSTFr)
  - 4 juin 2019 sur Be Séries[13] (en VF)

- États-Unis : 5,02 millions de téléspectateurs[31] (première diffusion)